# Älä herätä mua unesta
„Älä herätä mua unesta” – trzeci singel fińskiego muzyka Mikaela Gabriel.

## Notowania na listach przebojów
| Kraj      | Lista (2014/2015) | Najwyższa pozycja |
| --------- | ----------------- | ----------------- |
| Finlandia | Top 20 Singles    | 2                 |

## Teledysk
Teledysk wyreżyserowany przez Samu Amunéta został opublikowany 19 listopada 2014 roku.